# گمینا دوبینکا
گمینا دوبینکا (به لهستانی:  Gmina Dubienka) یک گمینا در لهستان است که در شهرستان خوم واقع شده‌است. گمینا دوبینکا ۹۶٫۲۶ کیلومتر مربع مساحت و ۲٬۷۴۹ نفر جمعیت دارد.